# Ettore Petri
Ettore Petri Santini, (Montale di Arcevia, Ancona, Italia, 1866 - Roma, 23 de mayo de 1914) conocido en Chile como Héctor Petri Santini, fue un arquitecto italiano que vivió y trabajó en las ciudades de Viña del Mar y Valparaíso en Chile.

## Vida y obra
Fue hijo de Giovanni Petri y de Palmira Santini. Realizó sus estudios en la Academia di Belle Arti di Roma, obteniendo el título de arquitecto y profesor de diseño arquitectónico. 
Petri comienza su desarrollo laboral como arquitecto-ingeniero de la Officine di manutenzioni di monumenti en Roma, cargo destinado a velar por el cuidado y mejoramiento de los monumentos públicos romanos.
El 4 de septiembre de 1898, en Frascati, contrae matrimonio con Virginia di Rocchis, quien muere prematuramente, lo que probablemente lo motiva a salir de Italia hacia el año 1900.
Llega primero a Argentina y luego a Valparaíso, el puerto comercial más importante del Pacífico Sur y centro de una activa colonia italiana cuyo empuje en el comercio y la industria había generado una migración constante de compatriota que buscaban un mejor futuro en nuestro país.
El arribo a Chile se vio influenciado también por la presencia de su hermano Alessandro, quien estaba radicado en el puerto, y se había casado en 1895 con la chilena Greolinda Sagredo Fernández.
Los primeros registros que se tienen de su presencia se relacionan a la construcción del palacio de Pellegrino Cariola en la esquina de calles Victoria esquina Merced, decorado por un frontis con columnas y muros pintados con frescos pompeyanos. Participa también en el concurso de remozamiento de la fachada del palacio de Juana Ross de Edwards en la plaza Victoria de Valparaíso, donde obtuvo el primer premio, pero cuyo proyecto no pudo realizarse a raíz del terremoto de 1906.
Entre sus obras más conocidas se encuentran el Palacio Vergara, el Club de Viña del Mar, el Palacio Ariztía, el Palacio Rivera, la mansión Montt actual Iglesia Anglicana San Pedro, la Villa Cornelia propiedad de Agustín Ross y el edificio histórico de la Sexta Compañía de Bomberos Cristóforo Colombo en Valparaíso. Fue parte de la generación de arquitectos, ingenieros y constructores que edificaron las obras de la ciudad de Viña del Mar luego del Terremoto de Valparaíso 1906. Fueron parte de esta generación Alfredo Azancot, Alberto Cruz Montt, Aquiles Landoff, Renato Schiavon, Arnaldo Barison y Esteban Orlando Harrington entre otros.
Tuvo su oficina en la calle Prat 111 en Valparaíso, siendo una de las más prestigiosas de Valparaíso, donde también participará su hermano Alessandro como constructor. Su labor influenciará fuertemente a los arquitectos Renato Schiavon y Arnlado Barison, quienes iniciarán parte de su labor profesional bajo el amparo de Petri. En su oficina también se formó el arquitecto Idilio Leighton, importante profesional que construyó casas en Playa Ancha y edificios de viviendas en Valparaíso.
El 12 de julio de 1909, compra un terreno a Rogelio Tolson, ubicado en la calle de Álamos del Cerro Castillo aledaño a la Sociedad de Maestranzas y Galvanización, donde comienza la construcción de un chalet para su familia. Tolson compró el mismo terreno a Atilio Álamos González, quien era dueño de dos terrenos en el mismo Cerro, que el 19 de octubre de 1883 compró a José Francisco Vergara, en representación de Mercedes Álvares Pérez, nieta de Francisco Xavier Alvarez, dueño de la Hacienda de Viña del Mar y las Siete Hermanas.
El 27 de mayo de 1913, compra un terreno adyacente a Judith Álamos Silva, pero fallece en Roma en 1914 quedando sin terminar la edificación que en las escrituras de la época denominan como "chalet inconcluso". Luego de su muerte sus herederos no cancelan las cuotas correspondientes por la compra de ambos terrenos, por lo que se rematan y pasan a otros propietarios. Al momento de su muerte sus herederos fueron Juan Bautista Angel Petri, Yolanda María Elena Petri, Angelina Palmira Italia Petri y Julia González viuda de Zapata.

## Algunas obras

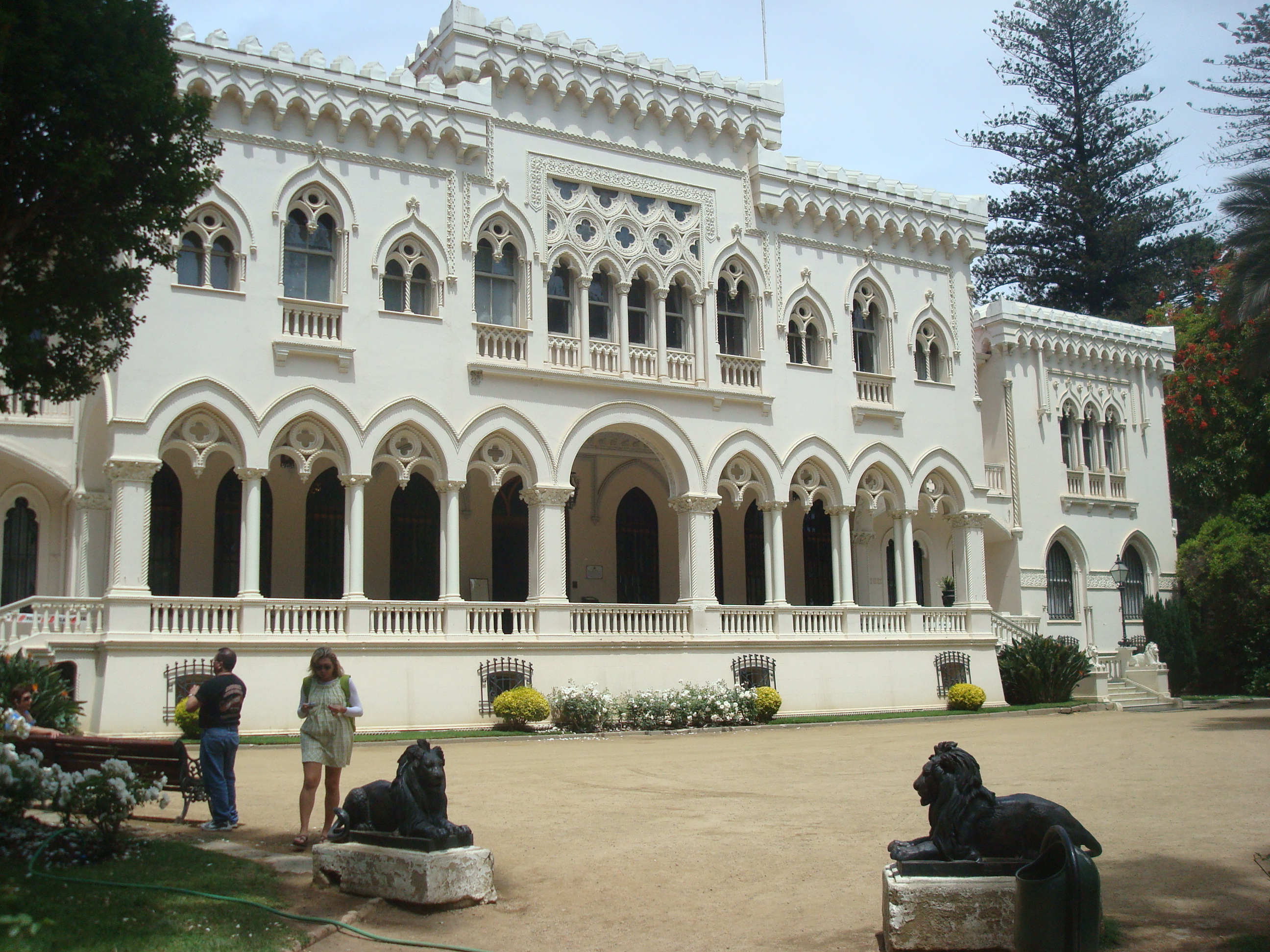
Palacio Vergara
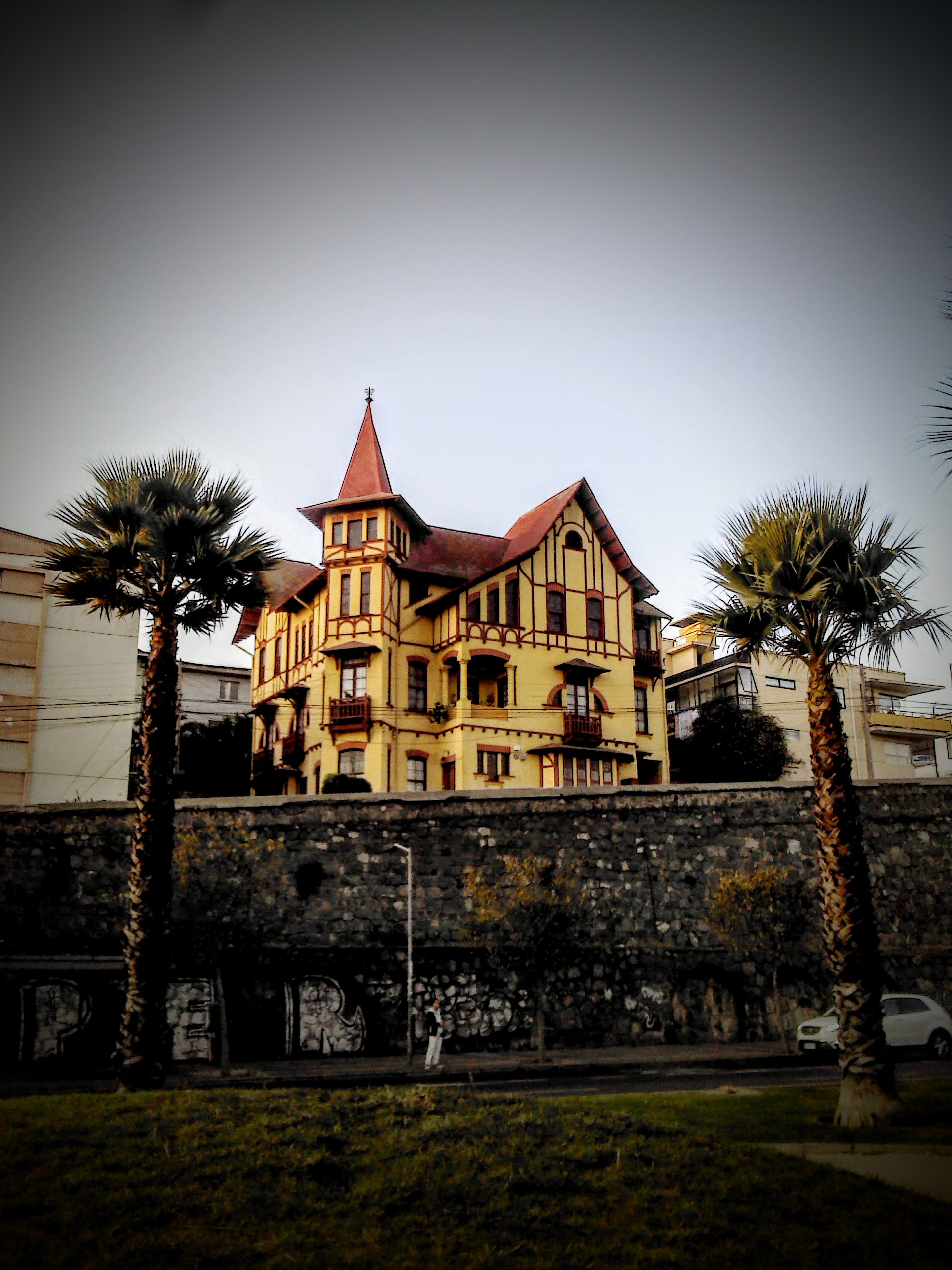
Casona Alamos
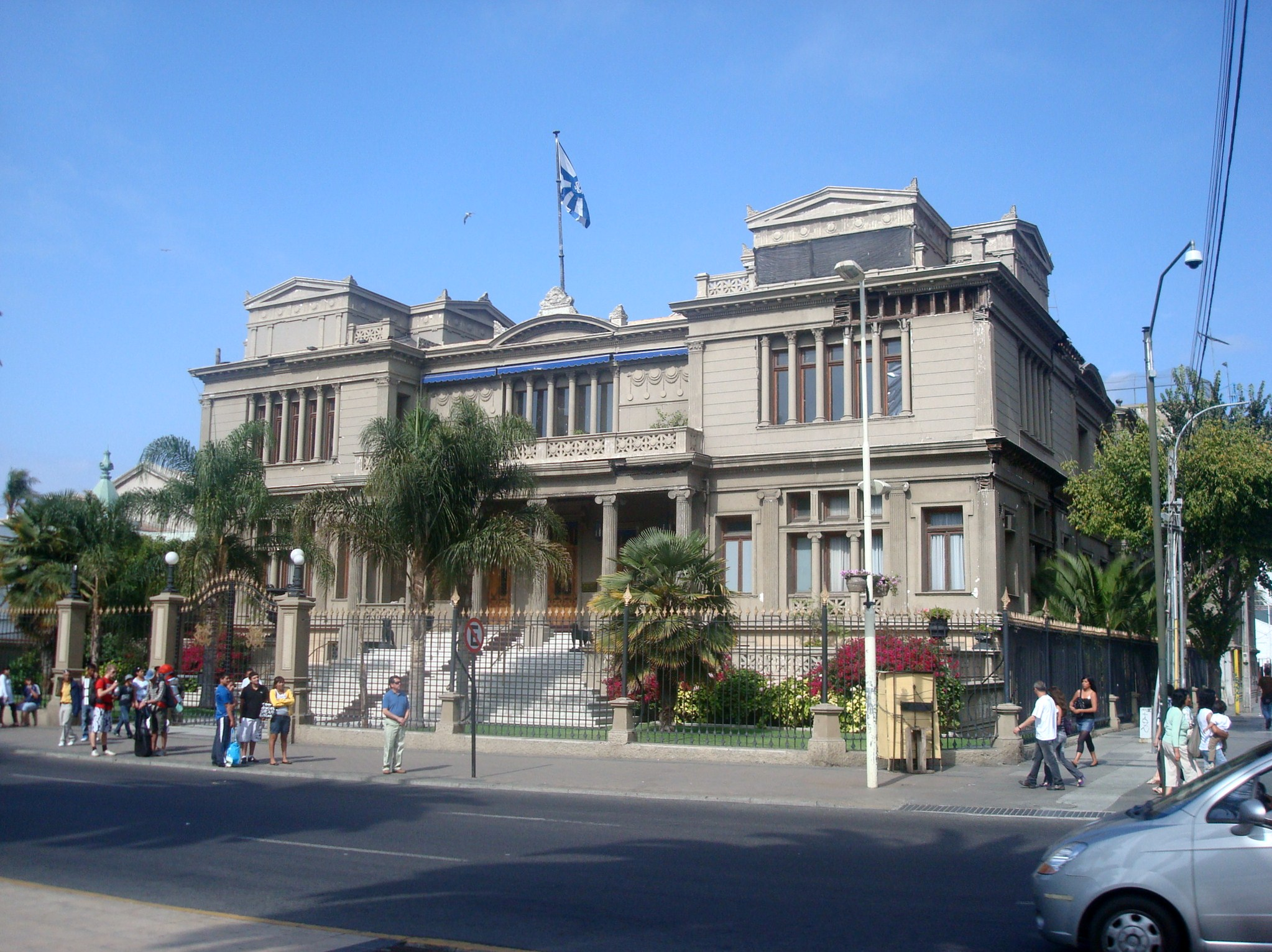
Club Viña del Mar
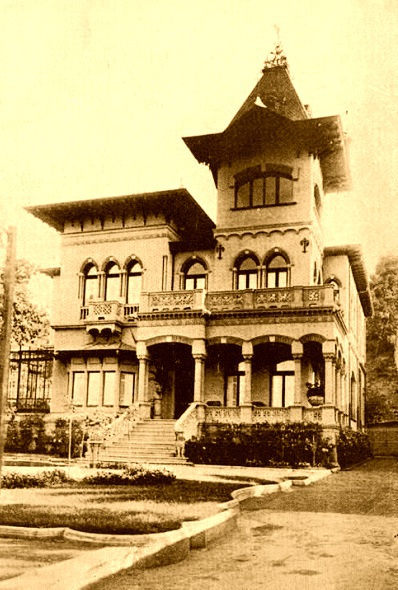
Palacio Ariztía en Viña del Mar
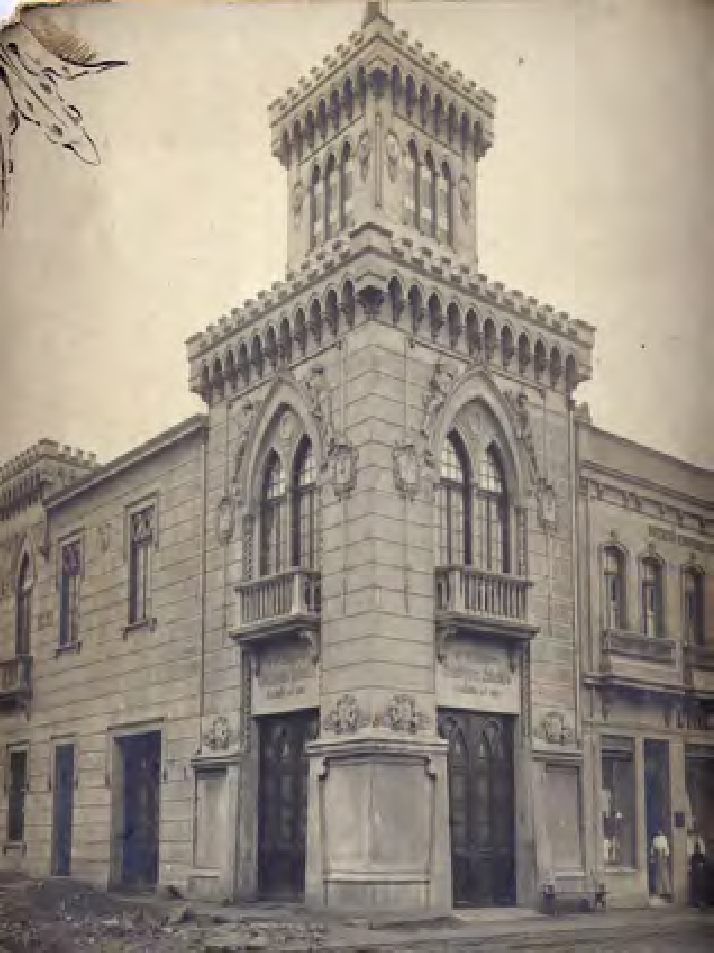
Edificio original de la Sesta Compañía de Bomberos Cristoforo Colombo de Valparaíso.
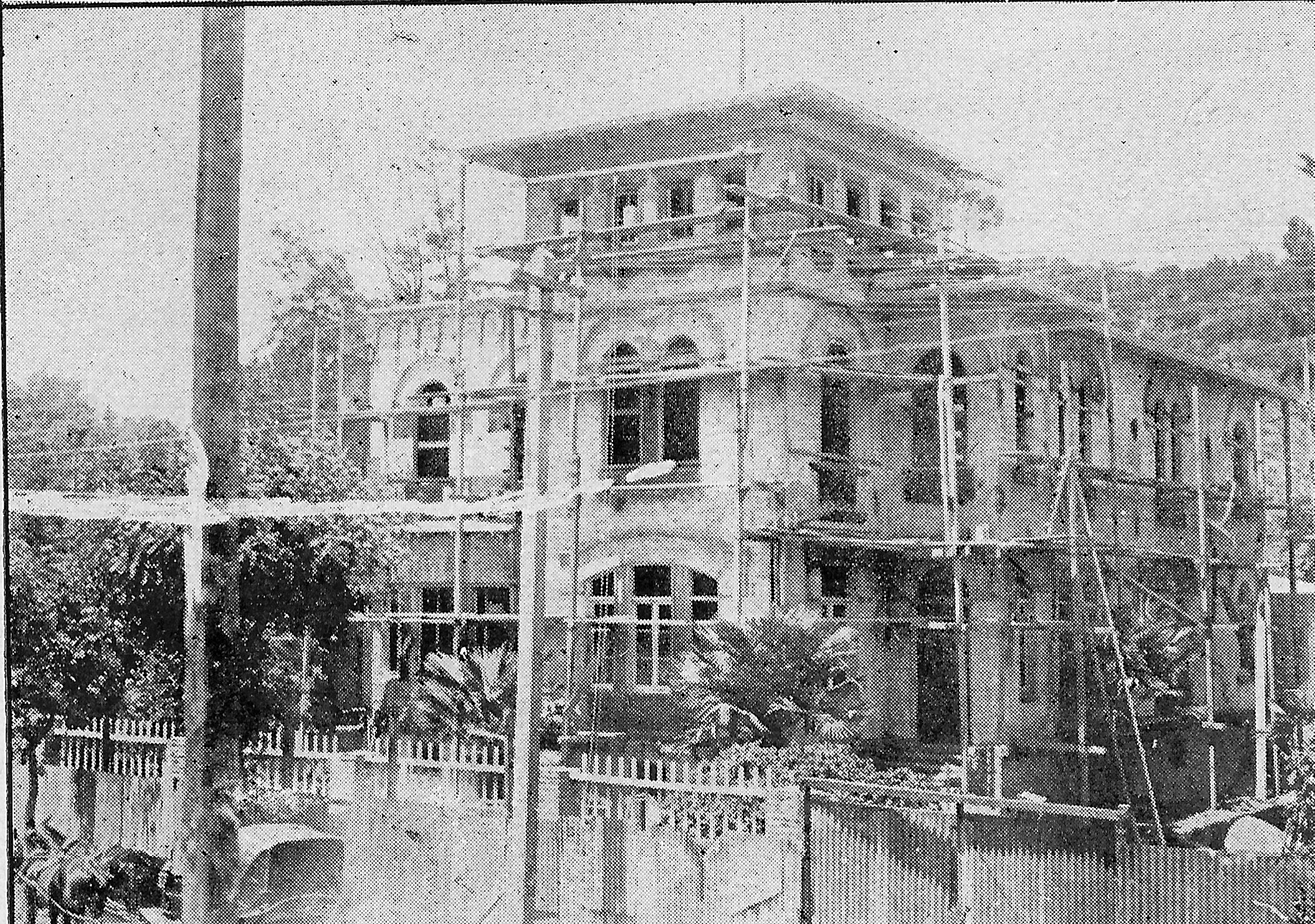
Mansión Montt, actual iglesia anglicana San Pedro.
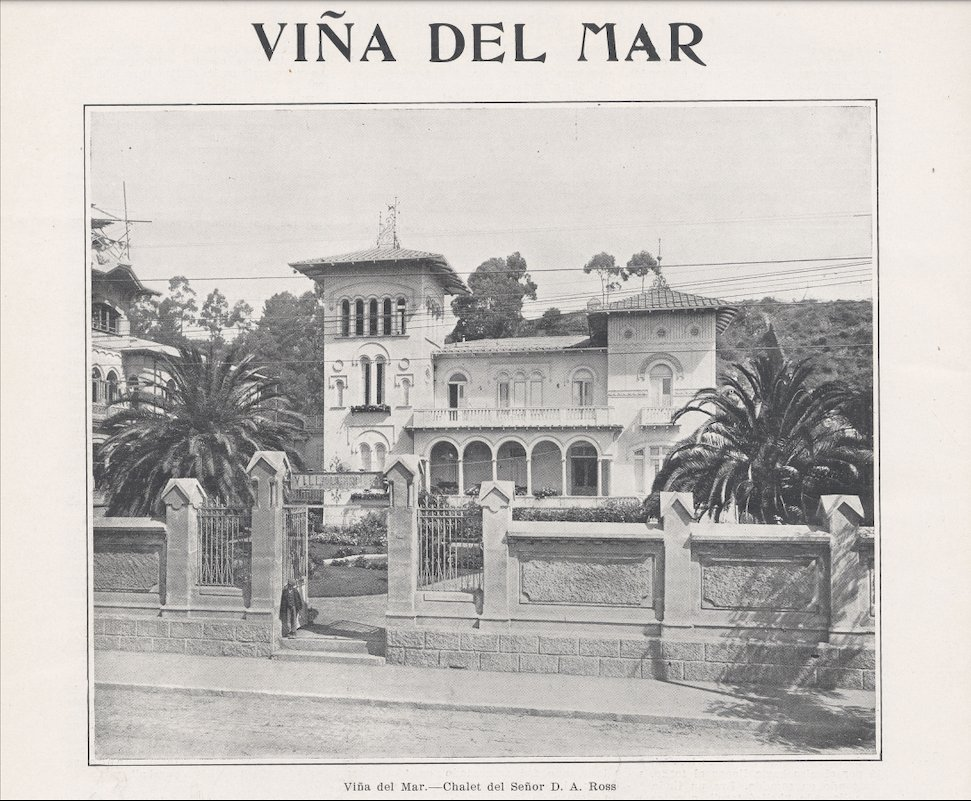
Villa Cornelia en Viña del Mar
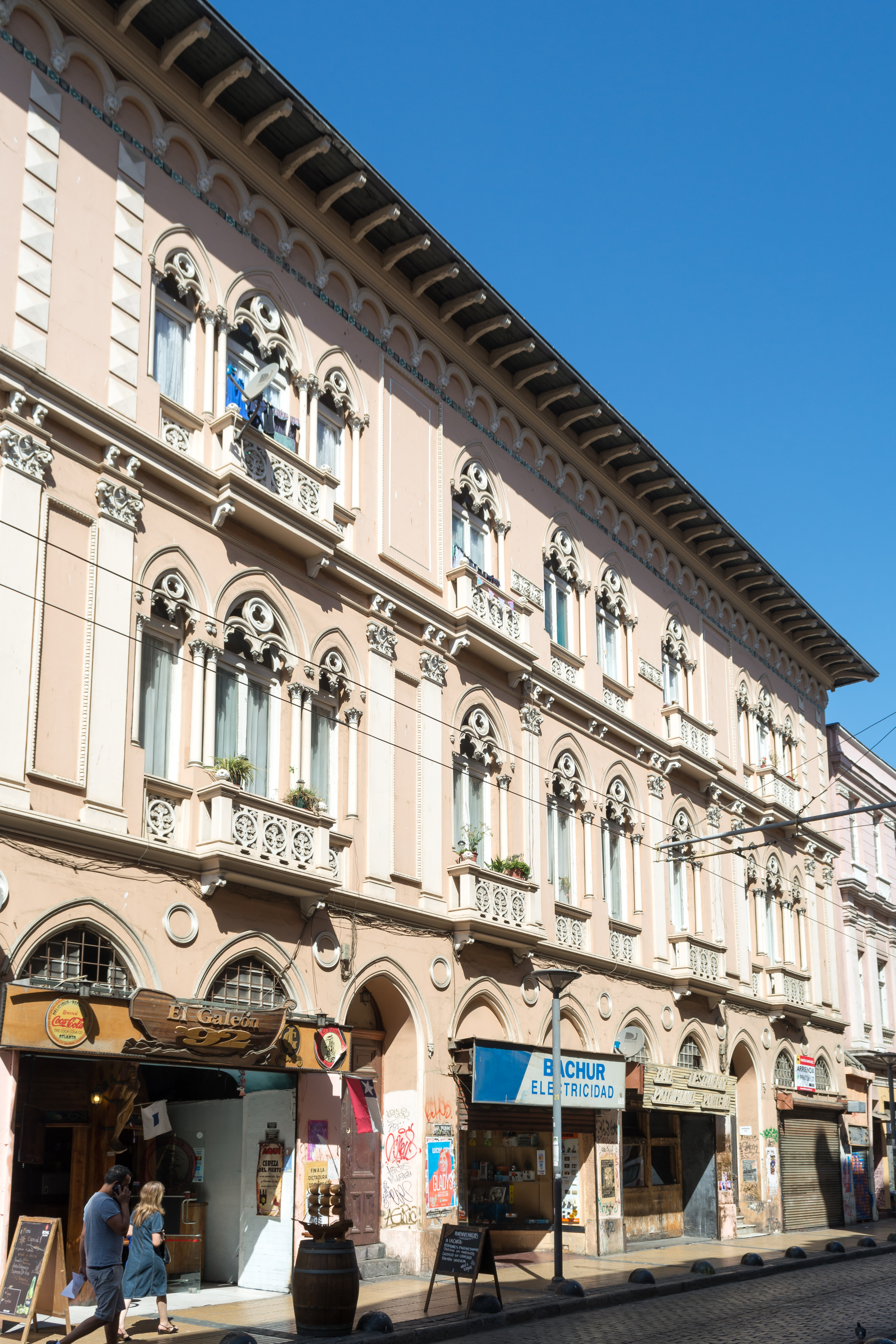
Palacio Guillermo Rivera, Valparaíso.